# ターゲット・バードゴルフ
ターゲット・バードゴルフ (target bird golf) は、ゴルフボールにバドミントンの羽をつけたボールをゴルフクラブで打ち、打数の少なさを競うスポーツである。ホールには上部がかさを逆さにした形の直径110cmの「アドバンテージホール」と、地面に約86cmの輪を置いた「セカンドホール」があり、セカンドホールにホールインした場合にはスコアはそれまでの打数に1加えた打数になる。1969年、埼玉県川口市のゴルフ愛好家であった野嶋孝重が考案。1988年には日本ターゲット・バードゴルフ協会が設立された。主に老人のスポーツである。